# 2B14 Podnos
Le 2B14 Podnos (cyrillique : 2Б14 "Поднос") est un mortier de 82 mm d'origine soviétique. Il a été conçu dans les années 1980 pour servir aux troupes aéroportées et à l'infanterie légère. Cependant, il est utilisé en dehors de son champ d'application initial, puisque des unités régulières ou motorisées l'utilisent aussi. Il est doit être remplacé par le mortier 2B24 qui a été conçu dans les années 2010.

## Variantes
- 2B14 (2Б14)
- 2B14-1 (2Б14-1-1)

## Utilisateurs

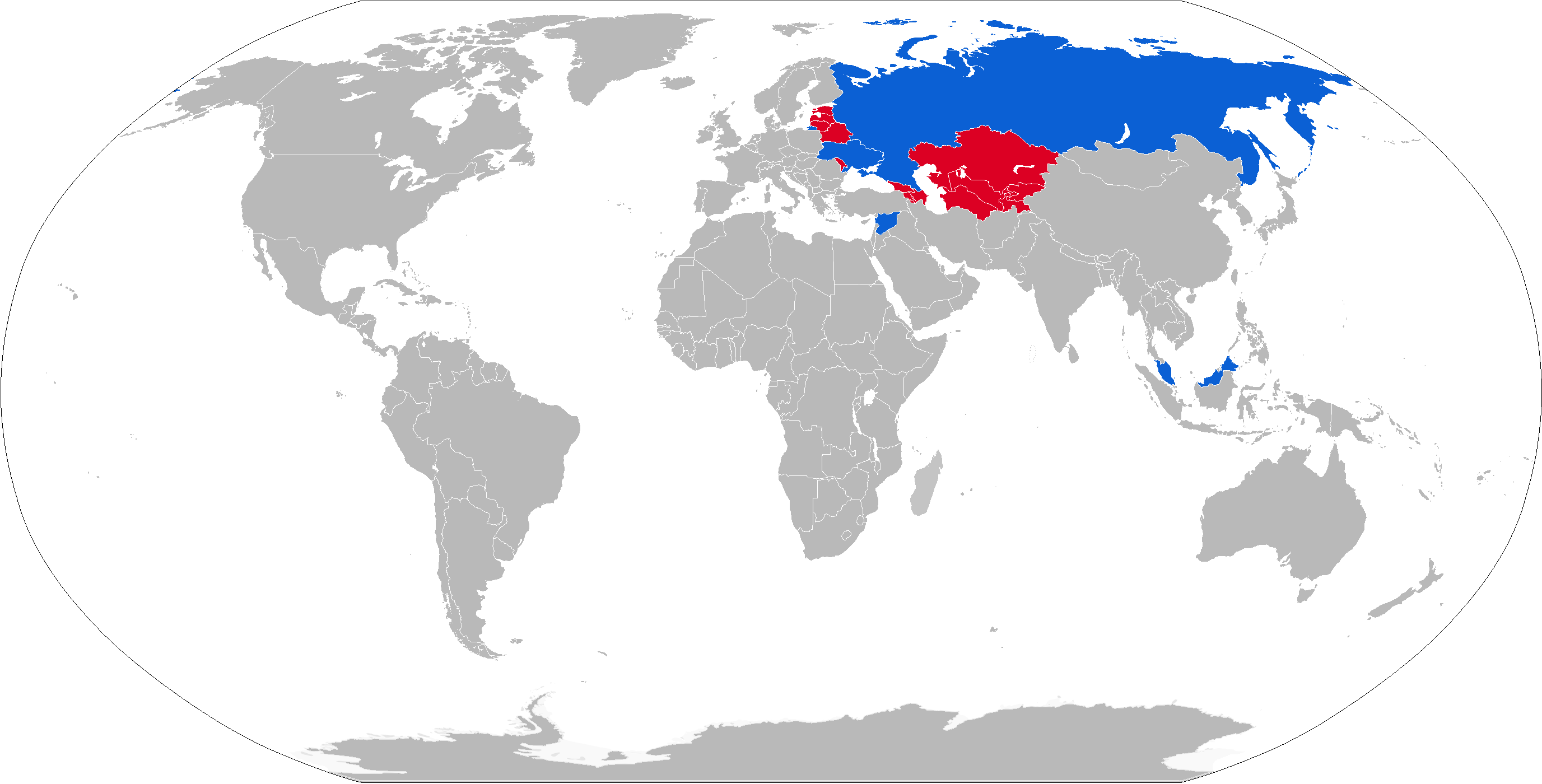
Utilisateurs actuels en bleu, utilisateurs historiques en rouge.

### Utilisateurs actuels
- Géorgie
- Malaisie - En service dans l'armée.
- Iran - En service avec les Armée de terre de la république islamique d'Iran et Forces terrestres du corps des gardiens de la révolution islamique.
- Russie - 950 en service en 2024, nombre inconnu en stock[3].
- Syrie - Utilisé par les troupes loyalistes.
- Ukraine - Utilisé par les rebelles et le gouvernement dans le Donbass[4].

### Anciens utilisateurs
- Union soviétique